# Gerrit Berkhoff
Gerrit (Gé) Berkhoff (Wijhe, 9 juli 1901 - Oosterbeek, 27 februari 1996) was een Nederlands scheikundige, hoofd van alle research & development van DSM en eerste rector magnificus van de Universiteit Twente.

## Opleiding
Als zoon van lagereschoolhoofd Gerrit Berkhoff (1868-1959) en Martha Severs (1872-1949), ging Berkhoff scheikunde studeren in Leiden. Daar promoveerde hij in 1929 op het proefschrift: Osmose van ternaire vloeistoffen. Tijdens zijn studie was hij vier jaar laboratorium-assistent voor anorganische scheikunde.

## DSM
In 1929 trad Berkhoff als onderzoeker in dienst van DSM (toen Staatsmijnen). Gedurende de jaren dertig had hij de leiding over de ontwikkeling van kunstmeststoffen door het Stikstofbindingsbedrijf (SBB). Uit deze tijd dateren zijn publicaties over de kristallisatie van ammoniumnitraat. Zijn visie en sociale capaciteiten om het tot dan toe defensieve onderzoek (op de concurrentie reagerend) te sturen naar innovatieve research (voorsprong nemend), resulteerde in 1940 tot het Centraal Laboratorium, welke onder zijn leiderschap is opgericht en doorontwikkeld tot een broedplaats voor grensverleggend industrieel onderzoek. De gebouwen hiervan vormen nog steeds het hart van de Chemelot campus en zijn in 2025 door KNCV uitgeroepen tot Nationaal Chemisch Erfgoed. De reizen die hij kort na de oorlog naar Amerika ondernam om diversificatie-mogelijkheden te onderzoeken, leidde ertoe dat DSM caprolactam kon gaan produceren, de grondstof voor de enkalon- of nylon 6 textielvezel van de Algemene Kunstzijde Unie. Bij zijn vertrek in 1961 was hij directeur van alle research- en development van DSM.

## Universiteit Twente
In 1961 werd Berkhoff door de toenmalige Minister van Onderwijs als rector magnificus designatus belast met de voorbereidingen voor een derde, nieuw op te richten technische hogeschool in Twente, nu Universiteit Twente. Twee jaar later volgde zijn benoeming tot hoogleraar in de algemene scheikunde en werd hij de eerste rector magnificus. De Universiteit Twente werd onder zijn leiding op meerdere gebieden vernieuwend. Zo werd gekozen voor de in Nederland onbekende campus-huisvesting, voor integratie van technische- en sociale wetenschappen (nu genoemd: high tech human touch) en voor de invoering van het Baccalaureaat. De gedachte achter de driejarige Bachelors opleiding was dat het bedrijfsleven geïnteresseerd zou zijn in jongere afgestudeerde studenten. Het concept bleek niet levensvatbaar. Zijn redevoering tijdens de feestelijke opening door Koningin Juliana en Prins Bernhard in 1964 eindigde hij mede met de woorden die Willem van Oranje in 1574 naar aanleiding van de opening van de eerste Nederlandse universiteit in Leiden sprak, namelijk: “Dat deze hogeschool moge uitgroeien tot een vast stuensel ende onderhoudt der vryheit is onze innige wens”. In 1967 nam hij afscheid. Als eerbetoon werd in 1999 de Berkhoff-leerstoel ingesteld en in 2010 werd de zaal waar alle academische plechtigheden worden gehouden de 'Berkhoffzaal' genoemd.

## Onderscheidingen
- Officier Orde van Oranje-Nassau (1957)
- Ridder Nederlandse Leeuw (1967)